# تئوری بیگ بنگ (فصل ۲)
پخش فصل دوم سریال تئوری بیگ بنگ از ۲۲ سپتامبر ۲۰۰۸ آغاز شد و پس از ساخت ۲۳ قسمت، در ۱۱ مه ۲۰۰۹ به پایان رسید. فصل دوم سریال دقیقاً از همان‌جایی آغاز می‌شود که فصل ۱ پایان یافته بود.

## بازیگران

### شخصیت‌های اصلی
- جانی گالکی در نقش دکتر لئونارد هافستادر: فیزیکدانی که دارای ضریب هوشی ۱۷۳ است و ۲۴ سالگی دکترا گرفته‌است. او به همراه دوست و همکارش شلدون کوپر در یک آپارتمان زندگی می‌کند.
- جیم پارسونز در نقش دکتر شلدون کوپر: فیزیکدانی که اهل تگزاس است و از کودکی نبوغ خود را نشان داده‌است. او دارای ضریب هوشی ۱۸۷ است و در ۱۱ سالگی وارد کالج شده و در ۱۶ سالگی نخستین دکترایش را اخذ کرده‌است.
- کیلی کوئوکو در نقش پنی: دختر جذاب و بلوندی که در همسایگی شلدون و لئونارد زندگی می‌کند و از همان ابتدا لئونارد به او علاقه‌مند می‌شود.
- سایمون هلبرگ در نقش هاوارد والوویتز: مهندس هوافضا که یهودی است و با مادرش زندگی می‌کند. بر خلاف، شلدون، لئونارد و راج، هاوارد دکترا ندارد و دارای فوق‌لیسانس است.
- کونال نایر در نقش دکتر راجش کوتراپالی: او اهل دهلی نو است و به عنوان اخترشناس در موسسه فناوری کالیفرنیا کار می‌کند. او در مقابل زنان بسیار خجالتی است و در صورتی که الکل ننوشیده باشد نمی‌تواند با زنان صحبت کند.
- سارا گیلبرت در نقش لزلی وینکل: فیزیکدانی که با هاوارد و لئونارد رابطه دارد. او دشمن شلدون به حساب می‌آید و همواره او را مسخره می‌کند.

## قسمت‌ها
| شماره در کل | شماره در فصل | عنوان                                 | کارگردان       | نویسنده                                                                   | تاریخ پخش اصلی  | کد تولید | بینندگان در آمریکا (میلیون نفر) |
| ----------- | ------------ | ------------------------------------- | -------------- | ------------------------------------------------------------------------- | --------------- | -------- | ------------------------------- |
| ۱۸          | ۱            | «The Bad Fish Paradigm»               | مارک سندراوسکی | داستان: بیل پریدی فیلم‌نامه: دیو گوتش و استیون مولارو                      | ۲۲ سپتامبر ۲۰۰۸ | 3T7351   | ۹٫۳۶                            |
| ۱۹          | ۲            | «The Codpiece Topology»               | مارک سندراوسکی | داستان: چاک لوری فیلم‌نامه: بیل پریدی و لی ارونسوهن                        | ۲۹ سپتامبر ۲۰۰۸ | 3T7352   | ۸٫۷۶                            |
| ۲۰          | ۳            | «The Barbarian Sublimation»           | مارک سندراوسکی | داستان: نیکول لوری فیلم‌نامه: استیون مولارو و اریک کپلان                   | ۶ اکتبر ۲۰۰۸    | 3T7353   | ۹٫۳۳                            |
| ۲۱          | ۴            | «The Griffin Equivalency»             | مارک سندراوسکی | داستان: بیل پریدی و چاک لوری فیلم‌نامه: استیون انگل و تیم دویل             | ۱۳ اکتبر ۲۰۰۸   | 3T7354   | ۹٫۳۶                            |
| ۲۲          | ۵            | «The Euclid Alternative»              | مارک سندراوسکی | داستان: بیل پریدی و استیون مولارو فیلم‌نامه: لی ارونسوهن و دیو گوتش        | ۲۰ اکتبر ۲۰۰۸   | 3T7355   | ۹٫۲۸                            |
| ۲۳          | ۶            | «The Cooper–Nowitzki Theorem»         | مارک سندراوسکی | داستان: استیون انگل و دیلی هگر فیلم‌نامه: تیم دویل و ریچارد رازن‌استاک      | ۳ نوامبر ۲۰۰۸   | 3T7356   | ۹٫۶۷                            |
| ۲۴          | ۷            | «The Panty Piñata Polarization»       | مارک سندراوسکی | داستان: بیل پریدی و تیم دویل فیلم‌نامه: جنیفر گلیکمن و استیون مولارو       | ۱۰ نوامبر ۲۰۰۸  | 3T7357   | ۱۰٫۰۱                           |
| ۲۵          | ۸            | «The Lizard–Spock Expansion»          | مارک سندراوسکی | داستان: بیل پریدی فیلم‌نامه: دیو گوتش و جنیفر گلیکمن                       | ۱۷ نوامبر ۲۰۰۸  | 3T7358   | ۹٫۷۶                            |
| ۲۶          | ۹            | «The White Asparagus Triangulation»   | مارک سندراوسکی | داستان: دیو گوتش و استیون مولارو فیلم‌نامه: استیون انگل و ریچارد رازن‌استاک | ۲۴ نوامبر ۲۰۰۸  | 3T7359   | ۱۰٫۱۹                           |
| ۲۷          | ۱۰           | «The Vartabedian Conundrum»           | مارک سندراوسکی | داستان: چاک لوری و استیون مولارو فیلم‌نامه: بیل پریدی و ریچارد رازن‌استاک   | ۸ دسامبر ۲۰۰۸   | 3T7360   | ۱۰٫۸۰                           |
| ۲۸          | ۱۱           | «The Bath Item Gift Hypothesis»       | مارک سندراوسکی | داستان: بیل پریدی و ریچارد رازن‌استاک فیلم‌نامه: استیون انگل و اریک کپلان   | ۱۵ دسامبر ۲۰۰۸  | 3T7361   | ۱۱٫۴۲                           |
| ۲۹          | ۱۲           | «The Killer Robot Instability»        | مارک سندراوسکی | داستان: بیل پریدی و ریچارد رازن‌استاک فیلم‌نامه: استیون مولارو و دیلی هگر   | ۱۲ ژانویه ۲۰۰۹  | 3T7362   | ۱۱٫۸۱                           |
| ۳۰          | ۱۳           | «The Friendship Algorithm»            | مارک سندراوسکی | داستان: بیل پریدی و ریچارد رازن‌استاک فیلم‌نامه: چاک لوری و استیون مولارو   | ۱۹ ژانویه ۲۰۰۹  | 3T7363   | ۱۱٫۱۰                           |
| ۳۱          | ۱۴           | «The Financial Permeability»          | مارک سندراوسکی | داستان: چاک لوری و استیون مولارو فیلم‌نامه: ریچارد رازن‌استاک و اریک کپلان  | ۲ فوریه ۲۰۰۹    | 3T7364   | ۱۰٫۸۹                           |
| ۳۲          | ۱۵           | «The Maternal Capacitance»            | مارک سندراوسکی | داستان: چاک لوری و بیل پریدی فیلم‌نامه: ریچارد رازن‌استاک و استیون مولارو   | ۹ فوریه ۲۰۰۹    | 3T7365   | ۱۳٫۱۱                           |
| ۳۳          | ۱۶           | «The Cushion Saturation»              | مارک سندراوسکی | داستان: چاک لوری فیلم‌نامه: بیل پریدی و لی ارونسوهن                        | ۲ مارس ۲۰۰۹     | 3T7366   | ۱۰٫۹۴                           |
| ۳۴          | ۱۷           | «The Terminator Decoupling»           | مارک سندراوسکی | داستان: بیل پریدی و دیو گوتش فیلم‌نامه: تیم دویل و استیون انگل             | ۹ مارس ۲۰۰۹     | 3T7367   | ۹٫۴۶                            |
| ۳۵          | ۱۸           | «The Work Song Nanocluster»           | پیتر چاکس      | داستان: بیل پریدی و لی ارونسوهن فیلم‌نامه: دیو گوتش و ریچارد رازن‌استاک     | ۱۶ مارس ۲۰۰۹    | 3T7368   | ۹٫۷۶                            |
| ۳۶          | ۱۹           | «The Dead Hooker Juxtaposition»       | مارک سندراوسکی | استیون مولارو                                                             | ۳۰ مارس ۲۰۰۹    | 3T7369   | ۹٫۷۷                            |
| ۳۷          | ۲۰           | «The Hofstadter Isotope»              | مارک سندراوسکی | دیو گوتش                                                                  | ۱۳ آوریل ۲۰۰۹   | 3T7370   | ۱۰٫۱۳                           |
| ۳۸          | ۲۱           | «The Vegas Renormalization»           | مارک سندراوسکی | داستان: جسیکا آمبروزتی، نیکول لوری و اندرو راث فیلم‌نامه: استیون مولارو    | ۲۷ آوریل ۲۰۰۹   | 3T7371   | ۹٫۳۱                            |
| ۳۹          | ۲۲           | «The Classified Materials Turbulence» | مارک سندراوسکی | داستان: چاک لوری و لی ارونسوهن فیلم‌نامه: بیل پریدی و استیون مولارو        | ۴ مه ۲۰۰۹       | 3T7373   | ۹٫۲۵                            |
| ۴۰          | ۲۳           | «The Monopolar Expedition»            | مارک سندراوسکی | اریک کپلان و ریچارد رازن‌استاک                                             | ۱۱ مه ۲۰۰۹      | 3T7372   | ۹٫۸۱                            |